# Марк Браянт (баскетболіст)
Марк Крейг Браянт (англ. Mark Craig Bryant, нар. квітня 1965, Глен-Ридж, Нью-Джерсі, США) — американський професійний баскетболіст, що грав на позиції важкого форварда за низку команд НБА. Згодом — баскетбольний тренер.

## Ігрова кар'єра
На університетському рівні грав за команду Сетон Голл (1984—1988).
1988 року був обраний у першому раунді драфту НБА під загальним 21-м номером командою «Портленд Трейл-Блейзерс». Професійну кар'єру розпочав 1988 року виступами за тих же «Портленд Трейл-Блейзерс», захищав кольори команди з Портленда протягом наступних 7 сезонів.
З 1995 по 1996 рік грав у складі «Х'юстон Рокетс».
1996 року перейшов до «Фінікс Санз», у складі якої провів наступні 2 сезони своєї кар'єри.
Наступною командою в кар'єрі гравця була «Чикаго Буллз», за яку він відіграв лише частину сезону 1999 року.
З 1999 по 2000 рік грав у складі «Клівленд Кавальєрс».
2000 року перейшов до «Даллас Маверікс», у складі якої провів наступний сезон своєї кар'єри.
Наступною командою в кар'єрі гравця була «Сан-Антоніо Сперс», за яку він відіграв один сезон.
Частину 2002 року виступав у складі «Філадельфія Севенті-Сіксерс».
2002 року перейшов до «Денвер Наггетс», у складі якої провів наступний сезон своєї кар'єри.
Останньою ж командою в кар'єрі гравця стала «Бостон Селтікс», до складу якої він приєднався 2003 року і за яку відіграв залишок сезону.

## Статистика виступів в НБА

### Регулярний сезон
| Сезон             | Команда                       | GP  | GS  | MPG  | FG%  | 3P%  | FT%   | RPG | APG | SPG | BPG | PPG |
| ----------------- | ----------------------------- | --- | --- | ---- | ---- | ---- | ----- | --- | --- | --- | --- | --- |
| 1988–89           | «Портленд Трейл-Блейзерс»     | 56  | 32  | 14.3 | .486 | –    | .580  | 3.2 | .6  | .4  | .1  | 5.0 |
| 1989–90           | «Портленд Трейл-Блейзерс»     | 58  | 0   | 9.7  | .458 | –    | .580  | 2.5 | .2  | .3  | .2  | 2.9 |
| 1990–91           | «Портленд Трейл-Блейзерс»     | 53  | 0   | 14.7 | .488 | .000 | .733  | 3.6 | .5  | .3  | .2  | 5.1 |
| 1991–92           | «Портленд Трейл-Блейзерс»     | 56  | 0   | 14.3 | .480 | .000 | .667  | 3.6 | .7  | .5  | .1  | 4.1 |
| 1992–93           | «Портленд Трейл-Блейзерс»     | 80  | 24  | 17.5 | .503 | .000 | .703  | 4.1 | .5  | .5  | .3  | 6.0 |
| 1993–94           | «Портленд Трейл-Блейзерс»     | 79  | 10  | 18.2 | .482 | .000 | .692  | 4.0 | .5  | .4  | .4  | 5.6 |
| 1994–95           | «Портленд Трейл-Блейзерс»     | 49  | 0   | 13.4 | .526 | .500 | .651  | 3.3 | .6  | .4  | .3  | 5.0 |
| 1995–96           | «Х'юстон Рокетс»              | 71  | 9   | 22.8 | .543 | .000 | .718  | 4.9 | .7  | .4  | .3  | 8.6 |
| 1996–97           | «Фінікс Санз»                 | 41  | 18  | 24.8 | .553 | –    | .704  | 5.2 | 1.1 | .5  | .1  | 9.3 |
| 1997–98           | «Фінікс Санз»                 | 70  | 22  | 15.9 | .484 | .000 | .768  | 3.5 | .7  | .5  | .2  | 4.2 |
| 1998–99           | «Чикаго Буллз»                | 45  | 29  | 26.8 | .483 | .000 | .645  | 5.2 | 1.1 | .8  | .4  | 9.0 |
| 1999–2000         | «Клівленд Кавальєрс»          | 75  | 50  | 22.8 | .503 | –    | .809  | 4.7 | .8  | .4  | .4  | 5.7 |
| 2000–01           | «Даллас Маверікс»             | 18  | 1   | 5.6  | .400 | –    | .600  | 1.2 | .2  | .1  | .1  | 1.1 |
| 2001–02           | «Сан-Антоніо Сперс»           | 30  | 3   | 6.9  | .455 | –    | .750  | 1.5 | .3  | .2  | .1  | 1.9 |
| 2002–03           | «Філадельфія Севенті-Сіксерс» | 11  | 0   | 7.0  | .294 | –    | 1.000 | 1.5 | .1  | .1  | .1  | 1.1 |
| 2002–03           | «Денвер Наггетс»              | 3   | 0   | 4.7  | .000 | –    | .500  | .7  | .7  | .0  | .0  | .3  |
| 2002–03           | «Бостон Селтікс»              | 2   | 0   | 4.5  | .000 | –    | –     | 1.0 | .5  | .0  | .0  | .0  |
| Усього за кар'єру | Усього за кар'єру             | 797 | 198 | 16.9 | .500 | .083 | .697  | 3.8 | .6  | .4  | .2  | 5.4 |

### Плей-оф
| Сезон             | Команда                   | GP | GS | MPG  | FG%  | 3P%  | FT%   | RPG | APG | SPG | BPG | PPG  |
| ----------------- | ------------------------- | -- | -- | ---- | ---- | ---- | ----- | --- | --- | --- | --- | ---- |
| 1989–1990         | «Портленд Трейл-Блейзерс» | 13 | 0  | 12.3 | .545 | –    | .750  | 2.2 | .2  | .2  | .2  | 3.2  |
| 1990–1991         | «Портленд Трейл-Блейзерс» | 14 | 0  | 9.8  | .455 | –    | .875  | 2.3 | .1  | .1  | .1  | 2.4  |
| 1991–1992         | «Портленд Трейл-Блейзерс» | 12 | 0  | 9.7  | .375 | –    | .750  | 2.4 | .1  | .3  | .0  | 1.9  |
| 1992–1993         | «Портленд Трейл-Блейзерс» | 4  | 4  | 20.8 | .459 | –    | 1.000 | 4.5 | .0  | .0  | .8  | 9.8  |
| 1993–1994         | «Портленд Трейл-Блейзерс» | 4  | 1  | 16.0 | .294 | .000 | –     | 3.0 | .5  | .5  | .5  | 2.5  |
| 1994–1995         | «Портленд Трейл-Блейзерс» | 2  | 0  | 3.0  | .500 | –    | .000  | 1.0 | .0  | .0  | .0  | 1.0  |
| 1995–1996         | «Х'юстон Рокетс»          | 8  | 0  | 18.1 | .600 | –    | .800  | 3.4 | .5  | .1  | .3  | 6.8  |
| 1996–1997         | «Фінікс Санз»             | 4  | 0  | 9.0  | .400 | –    | 1.000 | 1.0 | .0  | .0  | .0  | 2.8  |
| 1997–1998         | «Фінікс Санз»             | 4  | 1  | 23.3 | .500 | –    | .500  | 5.8 | .3  | 1.0 | .5  | 10.0 |
| 2000–2001         | «Даллас Маверікс»         | 4  | 0  | 8.5  | .500 | –    | –     | 1.5 | .0  | .3  | .0  | .5   |
| 2001–2002         | «Сан-Антоніо Сперс»       | 9  | 4  | 10.1 | .450 | –    | .500  | 1.3 | .1  | .1  | .2  | 2.3  |
| 2002–2003         | «Бостон Селтікс»          | 1  | 0  | 2.0  | –    | –    | –     | .0  | .0  | .0  | .0  | .0   |
| Усього за кар'єру | Усього за кар'єру         | 79 | 10 | 12.2 | .469 | .000 | .732  | 2.5 | .2  | .2  | .2  | 3.5  |

## Тренерська робота
2004 року розпочав тренерську кар'єру, ставши асистентом головного тренера команди «Даллас Маверікс», в якій пропрацював один рік.
З 2005 по 2007 рік був асистентом головного тренера команди «Орландо Меджик».
З 2007 по 2019 рік був асистентом головного тренера команди «Оклахома-Сіті Тандер».
2019 року став асистентом головного тренера «Фінікс Санз».